# Fanny und Alexander (Musical)
Fanny und Alexander ist ein Musical von Gisle Kverndokk (Musik) und Øystein Wiik (Libretto), das auf dem gleichnamigen Film von Ingmar Bergman aus dem Jahr 1982 basiert. Die Uraufführung fand am 16. April 2022 im Landestheater Linz an der Spielstätte im Schauspielhaus statt. Die deutsche Übersetzung stammt von Elke Ranzinger und Roman Hinze. Es handelt sich um ein Auftragswerk des Landestheaters Linz.

## Lieder
| - Weihnachten - Laterna magica - Arabella - Wir spielen uns're Rollen - Geschichte vom Stuhl - Majs Konditorei - Wie kam's dazu - Wenn ich für immer geh' - Lüge und Wahrheit - Papa, wo bist du? - Still in deinen Armen | - Etwas Geduld - Im selben Augenblick - Düstere Geheimnisse - Ein Leben schenk' ich dir - Ich liebe dich, Alexander - Majs Konditorei (Reprise) - Liebe dich, verfluche dich - Die Quell des Glücks - Die Sonne rot, verkohlt ein Mensch - Wonnenland - Laterna magica (Reprise) |

## Trivia
Die Rolle des Ismael Retzinsky wird von einem Countertenor gesungen.